# Pocahontas (film)
A Pocahontas 1995-ben bemutatott amerikai rajzfilm, amely Mike Gabriel ötlete alapján készült. A 33. Disney-film. Az animációs játékfilm rendezői Mike Gabriel és Eric Goldberg, producere James Pentecost. A forgatókönyvet Carl Binder, Susannah Grant és Philip LaZebnik írta, a zenéjét Alan Menken és Stephen Schwartz szerezte. A mozifilm a Walt Disney Pictures és a Walt Disney Feature Animation gyártásában készült, a Buena Vista Pictures forgalmazásában jelent meg. Műfaja zenés romantikus filmdráma.
Amerikában 1995. június 23-án, Magyarországon 1995. november 30-án mutatták be a mozikban.
Ez volt Vajda László utolsó szinkronmunkája 1995 júliusában mielőtt elhunyt.

## Cselekmény
|  | Alább a cselekmény részletei következnek! |

John Smith, aki a pénzéhes angol telepesekkel együtt érkezik az Újvilágba, egészen más, mint az útitársai. Az aranynál sokkal jobban érdekli az a furcsa, titokzatos világ, ahol élni fog. Egyik felfedezőútja során megpillantja Pocahontast, a szépséges indián hercegnőt, és az élete egy csapásra új értelmet nyer. A lány – törzse tilalma ellenére – bizalmába fogadja az idegent, és mókás barátaival, a mosómedvével és a kolibrival feltárja előtte a vadon titkait. A messzi, egzotikus tájakon játszódó történet a legfontosabb érzelmekről szól: az őszinte szeretetről, szerelemről és barátságról, mindezt romantikával, vidámsággal és mesés kalandokkal ötvözve.
|  | Itt a vége a cselekmény részletezésének! |

## Televíziós megjelenések
- M1, Disney Channel, Disney Junior
- RTL Klub